# Баратта, Паоло
Паоло Баратта (итал. Paolo Baratta; род. 11 ноября 1939, Милан) — итальянский государственный деятель.

## Биография
Родился 11 ноября 1939 года в Милане. Получил инженерное образование в Миланском техническом университете, а также учился в Кембриджском университете, где получил экономическое образование.

## Карьера
С 1980 по 1992 год Баратта был президентом банка «Crediop» и вице-президентом «Nuovo Banco Ambrosiano», а также являлся президентом Итальянской банковской ассоциации.
В 1993 году он стал министром в кабинете Джулиано Амато, а в 1993—1994 годах занимал пост министра внешней торговли в кабинете Чампи и в 1995—1996 годах посты министра общественных работ и министра окружающей среды в кабинете Дини (1995—1996).
Баратта был президентом Венецианской биеннале на протяжении 12 лет, а также является членом советов директоров Ferrovie dello Stato и Telecom Italia.